# Nguyễn Phúc Hồng Y
Nguyễn Phúc Hồng Y, nome di cortesia Quân Bác (君博) (阮福洪依; 11 settembre 1833 – 23 febbraio 1877), è stato un principe vietnamita della dinastia Nguyễn.
Era il padre dell'imperatore Dục Đức. Hồng Y era il quarto figlio dell'imperatore Thiệu Trị e sua madre era Nguyễn Thị Xuyên. Gli fu concesso il titolo Kiến Thụy Công (建瑞公, "Duca di Kiến Thụy") nel 1846.
Successivamente intraprese una vasta gamma di studi e aveva talento nella letteratura. Scambiava spesso poesie con l'imperatore Tự Đức, il principe Miên Thẩm e il principe Miên Trinh. Tự Đức non aveva figli e adottò il secondo figlio di Hồng Y, Ưng Ái, che in seguito divenne l'imperatore Dục Đức.
Hồng Y morì nel 1877. Gli fu concesso il titolo Kiến Thụy Quận Vương (建瑞郡王, "Principe provinciale Kiến Thụy") e ricevette il nome postumo Tuệ Đạt (慧達).
Nel 1889, suo nipote Thành Thái salì al trono e gli concesse il titolo di Thụy Thái Vương (瑞太王, "Re Padre Thụy"), e cambiò il suo nome postumo in Đôn Chính (敦正).